# NGC 3561
NGC 3561 (ook wel NGC 3561A) is een balkspiraalstelsel in het sterrenbeeld Grote Beer. Het hemelobject werd op 30 maart 1827 ontdekt door de Duits astronoom John Herschel. Het ligt in de buurt van NGC 3561B. Het gehele systeem, bestaande uit NGC 3561, NGC 3561A en NGC 3561B, kreeg door de opmerkelijke vorm ervan de bijnaam gitaar (The Guitar). Het bevat ook nog het dwergmelkwegstelsel Ambartsumians knoop (Ambartsumian's Knot), dat wel eens de aanduiding NGC 3561C krijgt.

## Synoniemen
- NGC 3561A
- ZWG 155.90
- UGC 6224
- ZWG 156.11
- MCG 5-27-10
- DRCG 23-78
- Arp 105
- VV 237
- PGC 33991